# Compsanthias hawaiiensis
O anthias-de-oahu (Pseudanthias hawaiiensis, antigamente conhecido como Compsanthias hawaiiensis), but some authorities prefer to treat them as separate species. é uma espécie de anthias que habita recifes de corais do Pacífico Centro-Leste. Esse peixe tem o costume de nadar de ponta cabeça em penhascos submarinos, suas cores chamativas o ajuda a se camuflar entres os corais para se esconder de predadores. É uma espécie plânctivora, ou seja, se alimenta de plâncton. A espécie foi descrita em 1979 pelo ictiólogo americano John E. Randall, que coletou os primeiros exemplares em Moku Manu, na ilha de Oahu, Havaí. Essa espécie é nativa de recifes de corais do Pacífico Centro-Leste, sendo restrito ao arquipélago havaiano e do Atol Johnston.